# Prix Herman de Coninck
 (décembre 2024).
Si vous disposez d'ouvrages ou d'articles de référence ou si vous connaissez des sites web de qualité traitant du thème abordé ici, merci de compléter l'article en donnant les références utiles à sa vérifiabilité et en les liant à la section « Notes et références ».

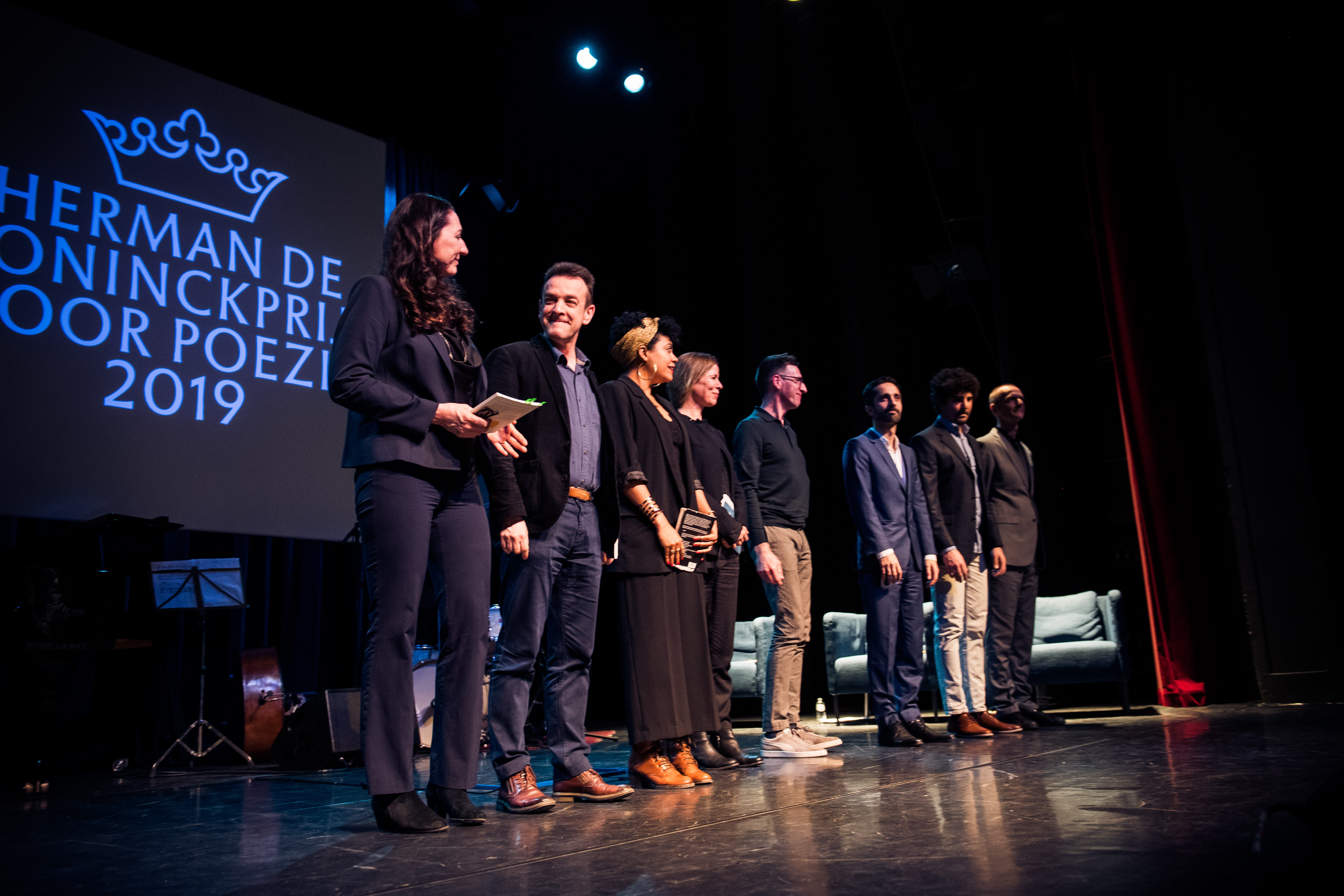
Édition 2019 du prix Herman de Coninck.

Le prix Herman de Coninck (Herman de Coninckprijs en néerlandais) est un prix littéraire belge de poésie, décerné chaque année en mémoire du poète flamand Herman de Coninck.
Les différentes récompenses sont attribuées depuis 2007 lors du Gedichtendag (« Jour des poèmes », le dernier jeudi de janvier) par l'association boek.be avec le soutien de la province d'Anvers.
Le prix du meilleur recueil est doté d'une somme de 6 000 €, celui des meilleurs débuts, depuis 2008, d'un montant de 1 000 €.
Les auditeurs de Radio 1, les téléspectateurs de Canvas et les lecteurs du Standaard peuvent élire en ligne le meilleur poème.

## Liste des lauréats
- 2007
  - Meilleur recueil : In inkt gewassen de Charles Ducal
  - Meilleurs débuts : Er hangt een lucht boven ons d'Els Moors
  - Meilleur poème : Andermans hond de Joke van Leeuwen

- 2008
  - Meilleur recueil : Buitenland de Miriam Van hee
  - Meilleurs débuts : Diep in het seizoen de Geert Jan Beeckman
  - Meilleur poème : zomereinde aan de leie (extrait de Buitenland de Miriam Van hee)

- 2009
  - Meilleur recueil : Nieuwe sterrenbeelden de Peter Verhelst
  - Meilleurs débuts : Tijden en landen de Willem van Zadelhoff
  - Meilleur poème : Moeders (extrait de Lagerwal de Luuk Gruwez)

- 2010
  - Meilleur recueil : de Slalom soft de Paul Bogaert
  - Meilleurs débuts : Grote smerige vlinder d'Andy Fierens
  - Meilleur poème : Mats (extrait de Tot zij de wijn is de Roel Richelieu Van Londersele)

- 2011
  - Meilleur recueil : De studie van de schaduw de Marc Tritsmans
  - Meilleurs débuts : Vuurdoorn me d'Annemarie Estor
  - Meilleur poème : Uitgesproken (extrait de De studie van de schaduw de Marc Tritsmans)

- 2012
  - Meilleur recueil : De bloedplek de Marc Demets
  - Meilleurs débuts : Meisje dat ik nog moet de Yannick Dangre
  - Meilleur poème : Zonnehemel (extrait de De bloedplek de Marc Demets)

- 2013
  - Meilleur recueil : De oksels van de bok d'Annemarie Estor
  - Meilleurs débuts : Het vertrek van Maeterlinck de Michaël Vandebril
  - Meilleur poème : gezel (extrait de buiten westen de David Troch)

- 2014
  - Meilleur recueil : Ons verlangen de Paul Bogaert
  - Meilleurs débuts : non attribué
  - Meilleur poème : Beesten (extrait de Bijna een Amerika de Max Temmerman)

- 2015
  - Meilleur recueil : Wij totale vlam de Peter Verhelst
  - Meilleurs débuts : Deze zachte witte kamer de Runa Svetlikova
  - Meilleur poème : un poème sans titre extrait de Wij zijn evenwijdig de Maud Vanhauwaert